# 東京ファッション専門学校
東京ファッション専門学校（とうきょうファッションせんもんがっこう） 英称：Tokyo Fashion Institute は、東京都中央区に校舎を置く和洋ファッションの専門学校。運営は学校法人 松徳学園（しょうとくがくえん）。学校の母体は百貨店「松屋」。

## 沿革
- 1913年（大正2年） - 松屋呉服店（現在の株式会社松屋）二代目・古屋徳兵衛（初代社長）により、神田今川橋に「松屋呉服店和服裁縫部」（通称：加工部）として創立。
- 1937年（昭和12年） - 青年学校令に基づき「私立青年学校 松屋実践縫製女学校」と改め、築地明石町に移転。
- 1940年（昭和15年） - 「財団法人 私立青年学校」を設立し女学校事業を包含、洋裁部を増設。
- 1945年（昭和20年） - 「財団法人 私立青年学校」を廃校、女子部のみ「私立松屋実践縫製女学校」として残る。
- 1947年（昭和22年） - 教育基本法発令に基づき「松徳和洋裁専門学院」と改称。
- 1951年（昭和26年） - 私立学校法の実施に伴い「学校法人 松徳学園」に組織変更。
- 1976年（昭和51年） - 学校教育法改正により、和洋裁専門課程の専修学校として認可される。
- 1979年（昭和54年） - 「松徳和洋裁専門学校」に校名変更。
- 1985年（昭和60年） - 「学校法人 松徳学園　東京ファッション専門学校」に校名変更。
- 2002年（平成14年） - 「きものファッション科」が「厚生労働大臣認可の指定校」となる。
- 2011年（平成23年） - 松屋明石町別館売却に伴い、隣接する松屋明石町本館に移転。
- 2013年（平成25年） - 創立100周年。

## 学科・コース
- ファッションデザイン科:デザインコース／パタンメーキングコース（2年制）
- きものファッション科:テクニカルコース（2年制）
- ファッションデザイン研究科（1年制＝卒業後進級）
- きものファッション研究科（1年制＝卒業後進級）

## 概要・特色
- 松屋呉服店(百貨店「松屋」の前身)の和服裁縫部として誕生した流れを汲み、和洋の服飾制作の現場で即戦力となる知識と技術を身につけた人材の育成を目的としている。
- 現理事長の古屋毅彦は、株式会社松屋の代表取締役社長執行役員。
- 株式会社松屋のグループ内に属するが、独立した学校法人であり、連結決算の対象外。
- 毎年2月に行われるファッションショーの会場は、母体である百貨店「松屋銀座」の1階ホール。
- きものファッション科の教室は、近年では珍しい総畳敷き。
- 毎年2月8日に東京都中央区の鉄砲洲稲荷神社で、「針供養」を実施。同神社境内には、1960年（昭和35年）に本校生徒会の寄付により設置された「針塚」がある。
- 校歌は1958年（昭和33年）発表。作詞：今井潔　作曲：服部正。
- 生涯学習スクールとして和裁、洋裁のカルチャー講座を月・水曜日の夜間に開講。
- 姉妹関係にある個別指導学習塾『松徳（しょうとく）学習教室』が、校舎隣り（松屋明石町本館6階）に存在。